# Brooklyn Bounce
Brooklyn Bounce est un duo allemand de producteurs de trance / dance. Fondé en 1995, ce groupe a produit six albums et plusieurs remix pour des artistes tels que Scooter ou Kool and the Gang.

## Histoire du groupe
Matthias Menck et Dennis Bohn, tous deux natifs d´Hambourg, font connaissance en 1995. Leur premier titre Singin' In My Mind sort la même année sous le nom de « Boyz R Us ». En 1996 le duo prend le nom de Brooklyn Bounce et sort The Theme (Of Progressive Attack) qui devient un succès dans les charts allemand, ainsi que dans les clubs de Belgique et du Nord de la France.
Dès 2010, le groupe produit de nouvelles musiques électroniques avec entre autres de l'electro house et du hardstyle.

## Discographie

### Singles
- 1996 : The theme (Progressive Attack)
- 1997 : Salva mea 97
- 1997 : Get ready to bounce
- 1997 : Take a ride
- 1997 : The real bass
- 1998 : The music's got me
- 1998 : Contact
- 1999 : Canda !
- 2000 : Bass, beats and melody
- 2000 : Born to bounce (Music Is My Destiny)" avec Christoph Brüx[2]
- 2001 : Club bizarre
- 2002 : Bring it back
- 2002 : Loud and proud
- 2003 : X2X
- 2004 : Crazy
- 2005 : Sex,bass and rock'n'roll

### Autres productions
- 1999 : Listen to the Bells
- 1999 : Funk U
- 2000 : Tiempo de la Luna
- 2001 : Superassbassmother
- 2004 : There Is Nothing I Won't Do
- 2004 : This Is What We Are
- 2007 : D.E.V.I.L 2007 (Duo avec le groupe 666).
- 2008 : The theme (remix 2008)
- 2008 : Get ready to bounce 2008
- 2009 : Louder and prouder 2009 vs Sample Ripper
- 2010 : Bass, Beats and Melody 2010 vs Dj Space Raven
- 2010 : Bass, Beats and Melody 2010 vs Technoboy
- 2010 : Crazy 2010 vs Alex M & Marc van Damme
- 2010 : Club Bizarre 2010 vs Headhunterz
- 2010 : Club Bizarre 2010 vs Djs from Mars (remix officiel)
- 2010 : Megabounce vs Megastylez
- 2011 : Bring it back 2011
- 2011 : Sex, Bass and Rock'n'Roll 2K11 vs Djs from Mars
- 2011 : Take a ride 2011 vs Douglas Palmer
- 2011 : Cold rock a party feat King Chronics & Miss L.
- 2011 : This is how we rock
- 2011 : The music's got me 2011 feat Discotronic
- 2011 : Break The Rules feat Dj Zealot
- 2012 : Canda ! 2012 vs Dafhouse
- 2012 : True Harstyler feat Dj Zealot
- 2012 : Party Bounce feat Splash
- 2012 : Raving feat Giorno
- 2013 : Again & Again feat Nick Skitz & Basslouder
- 2013 : Can You Hear Us Calling feat Alex M
- 2014 : Can You Feel The Bass feat Rainy
- 2014 : Play It Hard 2014 feat Dj Dean
- 2016 : B.A.D" feat Section 1
- 2016 : Bass Loud Beats Proud feat Steve Modana
- 2017 : Make Us Bounce feat Section 1

## Vidéographie

### Clips
- 2001 : Club Bizarre, tiré de Restart, dirigé par Patric Ullaeus
- 2002 : X2X (We Want More), tiré de X2X, dirigé par Patric Ullaeus
- 2004 : Crazy, tiré de Crazy, dirigé par Patric Ullaeus
- 2005 : Sex, Bass & Rock 'n' Roll, tiré de Sex, Bass & Rock 'n' Roll, dirigé par Patric Ullaeus
- 2011 : Sex, Bass & Rock 'n' Roll 2K11, tiré de Sex, Bass & Rock 'n' Roll 2K11, dirigé par Patric Ullaeus